# Шинкевич, Славой
Славой Шинкевич (пол. Sławoj Szynkiewicz; род. 1938) — польский этнолог, профессор, доцент Института археологии и этнологии Польской академии наук.

## Научная биография
Окончил факультет этнографии в Варшавском университете, в 1975 году получил докторскую степень в Институте истории материальной культуры Польской академии наук и там же в 1982 году прошел хабилитацию. С 1994 года является профессором гуманитарных наук.
Научные интересы ученого включают этнологию Центральной Азии и Дальнего Востока, в особенности вопросы социальной организации и этничности в Монголии и Китае. Он является автором многочисленных публикаций о семье, родстве, кочевом образе жизни и этнических меньшинствах Китая. Шинкевич написал более 140 этнологических статей в популярных энциклопедиях. Свои этнографические исследования проводил в Бурятии, Китае, Казахстане, Монголии, России, Туркменистане, Вьетнаме.
Шинкевич проработал в Институте археологии и этнологии Польской академии наук в Варшаве более 40 лет. Он также является профессором Лодзинского университета на факультете философии и истории; профессором и заведующим кафедры культуры Института польской филологии Подляского университета в Седльце; читал лекции по этнологии Восточной Азии в Польско-японском колледже информационных технологий и в Вышей школе социальной психологии и др. Шинкевич являлся соучредителем и редактором журнала Asia-Pacific и East Asian Civilizations.

## Избранные публикации
- Rodzina pasterska w Mongolii (Pastoral family in Mongolia), Wrocław: Ossolineum, 1981, p. 268
- Herosi tajgi. Mity, legendy, obyczaje Jakutów (Heroes of taiga. Myths, legends, customs of Yakuts), Warsaw, Iskry, 1984, p. 262
- Pokrewieństwo. Studium etnologiczne (Kinship. Ethnological study, Warsaw), Wydawnictwa Uniwersytetu Warszawskiego, 1992, p. 354
- Kin groups in medieval Mongolia, Ethnologia Polona, vol. 1, pp. 113–133.
- Kin groups in medieval Mongolia, Ethnologia Polona, vol. 1, s. 113—133.
- Kinship groups in modern Mongolia, Ethnologia Polona, t. 3, s. 31-45.
- Le mariage, rite sanctionné par le passé culturel, Études mongoles et sibériennes Paris, nr 9, s. 91-105. 1978
- Settlement and community among the Mongolian nomads, East Asian Civilizations, nr 1, Bremen: New Attempts at Understanding Traditions, s. 10-44. 1982
- The Khoshuts of the Mongol Altai. Vicissitudes of selfidentification, Ethnologia Polona, t.12, s. 37-50.
- Mongolia’s nomads build a new society again: social structures and obligations on the eve of the private economy, Nomadic Peoples, vol. 33, s. 163—172.
- Contemporary Mongol concepts on being a pastoralist: Institutional continuity, change and substitutes, in: J. Ginat, A.M. Khazanov, eds., Changing nomads in a changing world, Brighton: Sussex Academic Press, 1998, pp. 202–222.
- The Social Context of Liberalisation of the Mongolian Pastoral Economy. Report of Anthropological Fieldwork, PALD Research Report No.4, Institute of Development Studies, University of Sussex, Brighton, 1993, pp. 111 (we współautorstwie z T. Potkańskim)
- Konflikty etniczne. źródła — typy — sposoby rozstrzygania (Ethnic conflicts. sources — types — ways of resolving), Warsaw, 1996 (co-editor)
- Czas zmiany, czas trwania. Studia etnologiczne (Time of change, time of duration. Ethnological studies), [in] Institute of Archeology and Ethnology PAS, 2003 (co-editor)

## Награды
- Золотой крест за заслуги — награжден в 1987 году;
- Орден Дружбы Республики Монголия — награжден Президентом Монголии в 1997 году.
- Медаль 50-летия Института археологии и этнологии Польской академии наук — присуждена в 2004 году.
- Рыцарский крест Ордена Возрождения Польши — присужден в 2005 году.
- Орден Алтан гадас (Орден Полярной звезды — наивысший орден Монголии, присуждаемый иностранцам) — награжден Президентом Монголии в 2013 году.